# Juan Acedo-Rico y Medrano
Juan Acedo-Rico y Medrano (Ciudad Real, 29 de enero de 1851-Ciudad Real, 8 de agosto de 1904) fue un político español, VII conde de la Cañada y señor del Vínculo de Villadiego. Procedía de una familia conservadora de gran fortuna, muy vinculada desde siempre con la política.

## Biografía
Su abuelo Juan fue consejero de Estado, juez del proceso contra Floridablanca e íntimo amigo de Godoy. Su padre, Rafael Acedo-Rico y Amat, teniente general, fue director de la Guardia Civil, director general de Artillería, director de Estado Mayor, diputado y senador, natural de Madrid, que casó con Josefa Medrano Maldonado, de Ciudad Real, lugar en el que el matrimonio se enriquecería aún más comprando bienes en las desamortizaciones de Mendizábal y Madoz. Su madre, Josefa Medrano y Maldonado, fue dama de la Real Orden de Damas Nobles de la Reina María Luisa. Contrajo matrimonio con María Manuela Jarava y Muñoz.
Siguió pronto los pasos de su padre, ingresando en la carrera militar, llegando a ser capitán de Infantería y comandante graduado. En 1891 figuraba como comandante general del Regimiento de Infantería de reserva de Montoro, pero pronto abandona el ejército para dedicarse activamente a la política figurando en las filas del partido conservador. Fue elegido por primera vez diputado por la provincia de Ciudad Real en 1891. En las siguientes elecciones pasa a la Cámara Alta, representando también a su provincia durante las legislaturas de 1893 y 1894-1895, formando parte durante estos años de la Comisión para la carretera de Tomelloso a Valdepeñas y de la de La Cañada a Hervideros de la Fuensanta. En 1896 sería de nuevo elegido diputado, y continuó siéndolo hasta el 16 de diciembre de 1903, fecha en la que renuncia al cargo por haber ya jurado y tomado posesión como senador por derecho propio.
Figuraba entre los mayores contribuyentes de su provincia como gran propietario urbano y rural en Ciudad Real, Almagro, Aldea del Rey, Calzada de Calatrava, Miguelturra, Picón, Poblete y Pozuelo de Calatrava.
Comendador de Carlos III en 1868, gentilhombre de cámara con ejercicio y servidumbre y grande de España, fallece el día 8 de agosto de 1904 a las 12.30, según telegrama del gobernador civil de Ciudad Real comunicándolo al Senado. El entonces presidente, Marcelo de Azcárraga y Palmero, al trasladar a la Cámara la triste noticia en la sesión del 4 de octubre, decía: 

"El Conde de la Cañada, grande de España y senador por derecho propio, sirvió en el ejército como oficial de infantería, cumpliendo siempre sus deberes de caballero y militar en defensa del Trono y de la Patria, a los que guardó acrisolada lealtad. Desde 1890 ha representado en Cortes, unas veces como diputado y otras como senador, a la provincia de Ciudad Real, hasta que ingresó por derecho propio en esta Cámara, y afiliado al partido liberal conservador, era justamente estimado en la citada provincia por su activa e inteligente gestión en pro de los intereses morales y materiales del país."

Existe en Ciudad Real una calle en su memoria.
José María Barreda y Fontes es nieto de su hija Pilar Acedo-Rico y Jarava.

## Honores
- Comendador de la Orden de Carlos III[4]